# دراغو يانتشار
دراغو يانتشار (بالسلوفينية: Drago Jančar) (ولد في 13 أبريل 1948) هو كاتب وكاتب مسرحي سلوفيني، وهو أحد أشهر الكتاب السلوفينييين المعاصرين.

## وصلات خارجية
- دراغو يانتشار على موقع IMDb (الإنجليزية)
- دراغو يانتشار على موقع مونزينجر (الألمانية)
- دراغو يانتشار على موقع قاعدة بيانات الفيلم (الإنجليزية)

- السيرة الذاتية مختصرة في «محاضر جلسات يومية» (مع صورة)

(بالإنجليزية)